# Femme fidèle

Femme fidèle est un court métrage français réalisé par Dominique Maillet, sorti en 1986.

## Synopsis
1925 : le comte de R. souffre de la disparition de son épouse, morte deux ans auparavant. Il bénéficie de la seule assistance de sa jeune servante qui lui est totalement dévouée. La monotonie de son existence cesse à partir du jour où il découvre un tableau.

## Fiche technique
- Titre : Femme fidèle
- Réalisation : Dominique Maillet
- Scénario : Dominique Maillet
- Photographie : Jean-Claude Maillet
- Musique : Philippe Sarde
- Durée : 14 minutes
- Date de sortie : 1986 (présentation au Festival d'Avoriaz)

## Distribution
- Marie Trintignant
- Jean-Pierre Kalfon

## Distinctions
- 1986 : Sélection au Festival d'Avoriaz